# Ampithoe quadrimanus
Ampithoe quadrimanus är en kräftdjursart. Ampithoe quadrimanus ingår i släktet Ampithoe och familjen Ampithoidae. Inga underarter finns listade i Catalogue of Life.